# نابنط بيرفيلي
نابنط بيرفيلي (الاسم العلمي:Nepenthes pervillei) هو نوع من النباتات يتبع جنس النابنط من الفصيلة النابنطية.